# Eucalyptus chapmaniana
Gommier Bogong
«  Gommier Bogong » redirige ici. Pour les autres significations, voir Gommier et Bogong.
Espèce
Classification phylogénétique
Répartition géographique
Eucalyptus chapmaniana, le gommier Bogong, est une espèce de plantes à fleurs du genre Eucalyptus et de la famille des Myrtaceae. C'est un arbre australien de taille moyenne à grande (jusqu'à 30 mètres de haut) avec une écorce persistante rugueuse sur le tronc et les grosses branches, gris-brun à rouge brun.
Les feuilles adultes sont alternes, pétiolées, lancéolées mesurant de 15 à 30 cm de long sur 2 à 4 mm de large, brillantes, vert foncé, concolores.
Les fleurs sont blanches ou crème.
C'est un arbre rare que l'on trouve sur les plateaux du Victoria et de Nouvelle-Galles du Sud.